# Hypericum brachyphyllum
Hypericum brachyphyllum är en johannesörtsväxtart som först beskrevs av Édouard Spach, och fick sitt nu gällande namn av Ernst Gottlieb von Steudel. Hypericum brachyphyllum ingår i släktet johannesörter, och familjen johannesörtsväxter. Inga underarter finns listade i Catalogue of Life.